# Ponoka
Ponoka é um município canadense da província de Alberta. Situa-se a aproximadamente 50 km ao norte de Red Deer. Sua população, em 2020, era de 7.525 habitantes.
1. ↑  Alberta, Government of. «Ponoka - Population». regionaldashboard.alberta.ca (em inglês). Consultado em 28 de agosto de 2021